# Charon (deutsche Band)
Charon war eine Hard-Rock-Band aus Deutschland. Sie wurde 1983 in Hamburg gegründet. Benannt hat sich die Band nach dem Fährmann Charon aus der griechischen Mythologie. Ursprünglich ein Projekt der Brüder Eberhard und Andreas Feldhahn, veröffentlichte die Band auf dem Label Polydor (Deutsche Grammophon) das erste, bei Steamhammer das zweite kommerziell recht erfolgreiche Album in komplett verschiedenen Besetzungen. Nach der Auflösung 1988 gründeten die Ex-Charon-Mitglieder Andreas Feldhahn, Andre Martelli und Jan-Sören Eckert 1988 die Hardrockband Mydra.

## Diskografie
- 1984: Charon
- 1987: Made in Aluminium